# Rasm al-Falih
Rasm al-Falih – wieś w Syrii, w muhafazie Aleppo. W 2004 roku liczyła 609 mieszkańców.